# تشانج آه 7
تشانج آه 7 هي مركبة فضائية آلية مخططة صينية ضمن البرنامج الصيني لاستكشاف القمر،من المخطط إرسال المركبة في 2024 ومن المخطط هبوطها على القطب الجنوبي للقمر.